# ABDB
El Majlis Sukan Angkatan Bersenjata Diraja Brunei Football Club (en español: Consejo Real Deportivo de las Fuerzas Armadas de Brunei Fútbol Club), conocido simplemente como MS ABDB, es un equipo de fútbol de Brunéi Darussalam que juega en la Brunei Premier League, la liga de fútbol más importante del país.

## Historia
Fue fundado en el año 1985 en la capital Brunéi, aunque sus partidos los juega en la ciudad de Tutong y ha sido campeón de la máxima categoría en una ocasión en 2019. Se ha destacado más por sus participaciones en los torneos de copa locales, ya que han ganado 5 copas en total, siendo el equipo con más títulos de copa en el país.
A nivel internacional fue el primer y único equipo de Brunéi Darussalam en participar en la desaparecida Recopa de la AFC, en su edición de 1994/95, en la cual fueron eliminados en la primera ronda por el Kuala Lumpur FA de Malasia.

## Palmarés
- Brunei Premier League: 1

2018/19
- Copa FA de Brunéi: 4

2003, 2007/08, 2009/10, 2012
- - Finalista: 3

2002, 2004, 2005/06
- Super Copa de Brunéi: 1

2016
- - Finalista: 3

2003, 2004, 2008
- Copa de Campeones AM: 1

2007

## Participación en competiciones de la AFC
| Temporada | Torneo           | Ronda | Club            | Resultado |
| --------- | ---------------- | ----- | --------------- | --------- |
| 1994/95   | Recopa de la AFC | 1     | Kuala Lumpur FA | 0-2, 1-5  |